# Chersotis euxina
Chersotis euxina är en fjärilsart som beskrevs av Hermann Hacker och Zoltan Varga 1990. Chersotis euxina ingår i släktet Chersotis och familjen nattflyn. Inga underarter finns listade i Catalogue of Life.